# 魏钦公
魏钦公（1921年—2000年），笔名力平，男，山东单县人，中华人民共和国政治人物，曾任河南省政协副主席。